# Indianer kriesche nit

Single Indianer Kriesche Nit (1980)

Indianer kriesche nit ist ein Lied der Kölner Mundartgruppe Bläck Fööss. Es wurde als Gemeinschaftswerk der Gruppe mit Hans Knipp geschrieben und komponiert und erschien 1980 bei EMI Electrola als Single und auf der LP D’r Rhing erop d’r Rhing eraf. Das 4:28 Minuten lange Stück in kölscher Sprache, dessen Titel auf Hochdeutsch Indianer weinen nicht lautet, setzt sich satirisch mit einer Geschlechterrolle auseinander, die das Weinen bei Jungen und Männern unterdrückt: Der Ich-Erzähler beschreibt im Text Situationen, bei denen er deswegen keine Gefühle zeigen konnte. Dies sei Mädchen vorbehalten, Jungen jedoch – wie angeblich Indianer – dürften nicht weinen.

## Text
In vier Strophen schildert das männliche lyrische Ich belastende und enttäuschende Situationen, in denen er keine Gefühle zeigen konnte. Es beginnt mit der Schilderung einer Prügelstrafe in der fünften Klasse, bei der ihm eine Verdopplung der Strafe angedroht wurde, falls der Junge deswegen weine. Später, augenscheinlich erwachsen, wurde er als Fan im Fußballstadion Zeuge einer 2:1-Niederlage des 1. FC Köln, die er ebenfalls zum Heulen fand. In der dritten Strophe glaubt er, bei der Ziehung der Lottozahlen den Hauptgewinn erzielt zu haben, um gleich darauf zu erfahren, dass seine Frau den Lottoschein nicht rechtzeitig abgeben konnte. Zuletzt hört er bei einem Zahnarztbesuch erleichtert, seine Zähne seien zwar „prima“ um dann aber zu erfahren, sein Zahnfleisch müsse „raus“. Der Refrain klagt dazu:

“Ich möch su jän ens kriesche

Doch kriesche darf m’r nit

Schon als kleine Jung weed dir jesaat

Indianer kriesche nit

Ich möch su jän ens kriesche

Weil et mir manchmol donoh es

Mädche dürfe kriesche Indianer dürfe dat nit

Mädche dürfe kriesche Indianer dürfe dat nit.”

„Ich möchte so gern mal weinen

Doch weinen darf man nicht

Schon als kleinem Jungen wird Dir gesagt

Indianer weinen nicht

Ich möchte so gern mal weinen

Weil es mir manchmal danach ist

Mädchen dürfen weinen, Indianer dürfen das nicht

Mädchen dürfen weinen, Indianer dürfen das nicht.“

Titel und Kernaussage beziehen sich auf die im Deutschen verbreitete, stehende Redewendung Ein Indianer kennt keinen Schmerz. Sie erinnert an literarisch-stereotype Erzählungen des 19. Jahrhunderts, etwa bei James Fenimore Cooper oder bei Karl May, denen zufolge Angehörige der indigenen Völker Amerikas angeblich über ein fehlendes oder unterdrücktes Schmerzempfinden verfügten.

## Musik
Der Song ist als Reggae arrangiert und weist neben dem obligatorischen Offbeat, der mit E-Gitarre und einzelnen Piano-Akkorden gespielt wird, auch Dub-Stilelemente wie die markante Bassline, Halleffekte beim Schlagzeug und im Refrain ausklingende Echoverzögerungen bei Keyboardklängen auf. Neben der klassischen Reggae-Instrumentierung knüpft ein Akkordeon im Intro und in der Begleitmelodie trotz des ungewöhnlichen Reggae-Stils an die Karnevalsmusik der Bläck Fööss an.
Dem Intro, in dem auch ein Vibraslap eingesetzt wird folgt die erste Strophe mit Gesang von Tommy Engel, begleitet von Rhythmus- und Melodiegitarre und einzelnen kurz anklingenden Klavierakkorden. Der erste Refrain ist ebenso arrangiert, wird aber von einer zweiten Gesangsstimme unterstützt und enthält einen einzelnen Vibraslap-Anschlag nach der Zeile „Weil et mir manchmol donoh es“. Es folgt ein Zwischenspiel mit Akkordeon und der Intro-Melodie, beendet wiederum von einem Vibraslap-Anschlag. 
Die zweite Strophe wird von Peter Schütten gesungen und von einer Begleitmelodie mit dem Akkordeon unterstützt. In allen folgenden Refrains werden echoverzögert ausklingende Keyboardklänge eingesetzt. In der dritten Strophe („Ich kumme grad vum Zahnarzt“) und im folgenden Refrain simuliert der Sänger einen Sprachfehler, wohl aufgrund der besungenen Behandlung des Zahnfleischs. Das Lied endet nach dem letzten Refrain mit einem Schlag des Vibraslap.

## Hintergrund
Trotz der teils übertrieben und humorvoll verfassten Verse war das Stück weder musikalisch noch textlich ein typisches Karnevalslied. In einem Interview anlässlich des Jubiläumskonzertes der Gruppe 2023 schilderte Erry Stocklosa, wie das Lied beim Publikum im Karneval ankam:

„Der Karneval war Fluch und Segen zugleich. Jedes Jahr einen Song abzuliefern ist eine Wahnsinnsbürde. Andererseits hatte man jede Session die Möglichkeit, sich und seine Lieder neu zu präsentieren. Aber es hat eben auch nicht alles funktioniert. ‚Indianer kriesche nit‘ oder selbst ‚Schötzefest‘ sind zwar heute Evergreens, haben es im Karneval aber nicht getan. Da haben wir in Nasenlöcher geguckt nach dem Motto ‚Was singen die denn da?‘“

Tommy Engel schildert in seinem autobiografischen Buch Engel Bengel Botzestengel im Kapitel Indianer kriesche nit, wie andere Kinder und er als Grundschüler in den 1950er Jahren mehrmals sadistisch-gewalttätigen Lehrern ausgesetzt waren, ohne dass etwa die Schulleitung sich daran störte. Die im Song angedeutete Szene mit der Drohung, im Falle des Weinens werde die Prügelstrafe doppelt so hart ausfallen, findet sich dort nicht, allerdings Schüler, „denen vor Schmerz die Tränen in die Augen schossen. Die meisten bissen auf die Zähne, unterdrückten ihr Heulen, damit“ der gewalttätige Lehrer „nicht noch mehr triumphieren konnte. Wie heißt es doch so schön: Indianer kriesche nitt“.
Aufgrund der Verwendung des Begriffes Indianer, der auch in Liedern anderer Kölschbands verwendet wird und der eine koloniale Fremdbezeichnung ist, sorgte das Stück 2024 für Diskussionen. Die Band spielt das Lied weiterhin, da es auf die „bei älteren Generationen verwendete Redewendung“ abziele und diese hinsichtlich ihrer Geschlechterrollen und der Rechtfertigung für die Prügelstrafe kritisiere, so der aktuelle Sänger der Band, Mirko Bäumer, auf Anfrage des Kölner Stadt-Anzeigers.

## Veröffentlichung
Indianer kriesche nit, musikalisch arrangiert von Werner Dies, war die erste Single-Auskopplung des Albums D’r Rhing erop d’r Rhing eraf. Auf der B-Seite der Platte ist das Anglerleed vom selben Album.
1987 veröffentlichte die Band das Stück erneut als Live-Aufnahme auf dem Album Pänz Pänz Pänz, das gemeinsam mit Kindern der Kölner Hauptschule Griechenmarkt eingespielt wurde. Der Song erschien auf späteren Veröffentlichungen der Bläck Fööss in anderen Arrangements, so etwa 1990 auf Et is 20 Johr jenau jetz her. 2010 erschien der Song in einer 3:45 Minuten langen Live-Aufnahme in der Lanxess Arena auf dem Jubiläumsalbum 40 Jahre Bläck Fööss, begleitet von Bläsern.